# Polümnésztosz (filozófus)
Polümnésztosz (Kr. e. 2. század) ókori görög filozófus
Fliaszból származott, a püthagoreus filozófia követője volt. Életéről semmi közelebbit nem tudunk, Diogenész Laertiosz szerint egyike volt az utolsó püthagoreusoknak.